# Széttört álmok
A Széttört álmok a Syrius együttes 1976-ban megjelent nagylemeze. Először a Pepita adta ki SLPX 17491 katalógusszámmal. Az album 1999-ben CD-n is megjelent a Hungarotonnál.

## Számok listája

### A oldal
1. Hajnali ének (3:48)
2. Hol az az ember (3:49)
3. Mint április (3:05)
4. A láz	(3:35)
5. Széttört álmok (4:26)

### B oldal
1. Kinyújtom kezem (5:36)
2. Hová mehetnék	(3:12)
3. Igen, szép volt (6:19)
4. Széparcú idegen (5:57)

## Külső hivatkozások
- http://rateyourmusic.com/release/album/syrius/szettort_almok/